# Sempre sempre
Sempre sempre este un album al lui Al Bano & Romina Power publicat în toată lumea în 1986. Albumul a fost reeditat și în 1987 iar la track list a fost adăugată și melodia Nostalgia canaglia cu care s-au clasificat pe locul 3 la Festivalul Sanremo. În Spania, America de Sud și America Latină albumul a fost publicat cu titlul Siempre siempre și conține aceleași melodii, variante în limba spaniolă. Melodia Settembre (Diciembre în varianta spaniolă) este dedicată lui Cristel Carrisi, fata lui Al Bano & Romina Power care s-a născut în ziua de Crăciun din 1985.

## Track list

### Sempre sempre
1. Sempre sempre (Claude Lemesle, Michel Carrè, Michel Gouty, Vito Pallavicini)  – 3:58
2. Saranda-Okinawa (Albano Carrisi, Vito Pallavicini) – 4:03
3. Mambo di Rambo (Albano Carrisi, Vito Pallavicini) – 3:04
4. Settembre (Albano Carrisi, Vito Pallavicini, Willy Molco) – 3:23
5. Andrea (Fabrizio De Andrè, Massimo Bubola) – 5:43
6. Love (Ninni Carucci, Romina Power) – 3:40
7. C'est facile (Andrea Sacchi, Romina Power) – 3:48
8. Verso il duemila (Andrea Sacchi, Willy Molco) – 4:17
9. Caro amore (Albano Carrisi, Vito Pallavicini, Willy Molco) – 4:05
10. Lord Byron (Andrea Sacchi, Romina Power) – 3:03

## Track list

### Siempre siempre
1. Siempre siempre (Claude Lemesle, Michel Carrè, Michel Gouty, Vito Pallavicini)
2. Saranda-Okinawa (Albano Carrisi, Vito Pallavicini)
3. Mambo di Rambo (Albano Carrisi, Vito Pallavicini)
4. Diciembre (Albano Carrisi, Vito Pallavicini, Willy Molco)
5. Andrea (Fabrizio De Andrè, Massimo Bubola)
6. Love (Ninni Carucci, Romina Power)
7. C'est facile (Andrea Sacchi, Romina Power)
8. Jóvenes (Andrea Sacchi, Willy Molco)
9. Este amor (Albano Carrisi, Vito Pallavicini, Willy Molco)
10. Lord Byron (Andrea Sacchi, Romina Power)